# Babel (sumikaの曲)
『Babel』（バベル）は、sumikaの楽曲。2021年12月1日発売の自身8枚目のシングル「SOUND VILLAGE」に収録され、2021年11月4日に各配信サイトにて先行配信された。

## 概要
- 作詞・作曲はボーカルの片岡健太、編曲・プロデューサーはTeddyLoidが手掛けた[1]。
- 片岡以外のメンバーは一切演奏に参加しておらず、これはsumikaにとって初の試みである[2]。
- 2021年11月3日にさいたまスーパーアリーナにて開催された『sumika Live Tour 2021 花鳥風月』の最終公演にて初披露された[2]。また、本作のパフォーマンス映像のみ、自身のYouTubeチャンネルにて生配信された[2]。

## ミュージック・ビデオ
2021年11月3日、自身のYouTubeチャンネルにて公開された。「カオスを表現したい」という片岡の思いから、ダークな世界観となっている。映像には片岡のほかに田中りかが出演している。

## キャンペーン
『Jasmine』、『リタルダンド』に続き、本作でもリリースを記念したキャンペーンが実施されている。